# Třebčice
Třebčice (en allemand : Trebschitz) est une commune du district de Plzeň-Sud, dans la région de Plzeň, en République tchèque. Sa population s'élevait à 128 habitants en 2022.

## Géographie
Třebčice se trouve à 3 km à l'est du centre de Nepomuk, à 34 km au sud-est de Plzeň et à 89 km au sud-ouest de Prague.
La commune est limitée par Tojice au nord, par Mohelnice à l'est, par Mileč au sud, et par Nepomuk à l'ouest.

## Histoire
La première mention écrite de la localité date de 1350.

## Transports
Par la route, Třebčice se trouve à 4 km de Nepomuk, à 14 km de Blovice, à 40 km de Plzeň et à 107 km de Prague.